# فرينش ستيوارت
فرينش ستيوارت (بالإنجليزية: French Stewart)‏ ولد في 20 فبراير 1964، هو ممثل أمريكي عرف بدور شخصية هاري سولومون في مسلسل حقبة التسعينات الشهير 3rd Rock from the Sun .

## البدايات
ولد ستيوارت في مدينة البوكيركي بولاية نيو مكسيكو بالولايات المتحدة الأمريكية ودرس في الأكاديمية الأمريكية للفنون الدرامية . وبعد التخرج تنقل في العمل على سبع مسارح مختلفة قبل أن يحصل على دور شخصية رازور دي في الجزء الأخير من المسلسل The New WKRP in Cincinnati في سنة 1992 .
حصل ستيوارت على عضوية نقابة الممثلين إثر مشاركته في الجولة الفنية للشخصية الكارتونية هانا باربيرا ولكن تم سحب العضوية منه إثر تجرده من ملابسه كاملة أمام مجموعة من الأطفال في أحد العروض .

## النجومية
في سنة 1996 حصل على دور عمره عندما تم اختياره للمشاركة في المسلسل 3rd Rock from the Sun ولفت الانتباه إلى براعته الكوميدية وتعبيرات وجهه المضحكة .
نتيجة لشهرته في المسلسل فإن المنتجين بدؤوا في استقطاب ستيوارت للمشاركة في العديد من الأفلام المهمة في تلك الفترة ومنها Stargate (1994) في دور الضابط فيريتي ، Leaving Las Vegas (1995) ، Glory Daze (1996) ، McHale's Navy (1997) ، Love Stinks (1999) ، وClockstoppers (2002) في شخصية إيرل دوبلر . كما شارك في الأفلام الكارتونية Hercules (1998) في دور ياكاروس و God, the Devil and Bob (2000) .

## الانحدار
وبعد توقف مسلسل 3rd Rock from the Sun في سنة 2001 انحدرت المسيرة الفنية لستيوارت حيث شارك في عدة مسلسلات ولكن من دون نجاح يذكر ومنها Seinfeld ، MADtv ، Just Shoot Me! ، The Drew Carey Show ، Less Than Perfect ، وThat '70s Show . ولكنه استعاد بعض بريقه عندما قام بالمشاركة في الفيلمين الموجهين لعشاق الفيديو Home Alone 4: Taking back the House وInspector Gadget 2 .

## الحياة العائلية
ستيوارت متزوج من الممثلة كاثرين لاناسا منذ 19 ديسمبر 1999 حيث التقيا للمرة الأولى عندما شاركت لاناسا كضيفة شرف في الجزء الأول من المسلسل 3rd Rock from the Sun سنة 1996 .

## روابط خارجية
- فرينش ستيوارت على موقع IMDb (الإنجليزية)
- فرينش ستيوارت على موقع ألو سيني (الفرنسية)
- فرينش ستيوارت على موقع أول موفي (الإنجليزية)
- فرينش ستيوارت على موقع قاعدة بيانات الأفلام السويدية (السويدية)
- فرينش ستيوارت على موقع إن إن دي بي (الإنجليزية)
- فرينش ستيوارت على موقع قاعدة بيانات الفيلم (الإنجليزية)
- فرينش ستيوارت على موقع كينوبويسك (الروسية)